# Sermur
 Sermur  es una comuna (municipio) de Francia, en la región de Lemosín, departamento de Creuse, en el distrito de Aubusson y cantón de Auzances.
Su población en el censo de 1999 era de 128 habitantes.
No está integrada en ninguna Communauté de communes.

## Demografía
| 200 | 238 | 209 | 155 | 139 | 128 |
| Para los censos de 1962 a 1999 la población legal corresponde a la población sin duplicidades (Fuente: INSEE [Consultar]) |     |     |     |     |     |